# Trojanowo (obwód Burgas)
Trojanowo (bułg. Трояново) – wieś w Bułgarii, w obwodzie Burgas, w gminie Kameno. Według danych szacunkowych Ujednoliconego Systemu Ewidencji Ludności oraz Usług Administracyjnych dla Ludności, 15 czerwca 2020 roku miejscowość liczyła 1 300 mieszkańców.

## Osoby związane z miejscowością

### Urodzeni
- Penjo Nikołow Rusew (1919–1982) – bułgarski historyk, pisarz
- Iwan Dimitrow Szibilew Димитров Шибилев (1927–1985) – bułgarski akordeonista
- Iwan Janczew (1921–1995) – bułgarski artysta